# Enrica Rinaldi
Enrica Rinaldi (Faenza, 11 agosto 1998) è una lottatrice italiana, specializzato nella lotta libera. Agli europei di Budapest 2022 ha vinto il bronzo nei -76 kg.

## Palmarès
- Europei

Budapest 2022: bronzo nei -76 kg;
- Mondiali U23

Belgrado 2021: bronzo nei -76 kg
- Europei U23

Istanbul 2018: bronzo nei -72 kg;
Skopje 2021: bronzo nei -76 kg;
- Europei junior

Roma 2018: argento nei -72 kg;